# L 449-1
L 449-1 is een rode dwerg met een magnitude van +11,69 en met een spectraalklasse van M4Ve. De ster bevindt zich 38,17 lichtjaar van de zon.